# Reino Kangasmäki
Reino Kalervo Kangasmäki (* 2. Juli 1916 in Kokkola, Keski-Pohjanmaa; † 26. September 2010 in Vaasa, Pohjanmaa) war ein finnischer Ringer. Er gewann bei den  Olympischen Spielen 1948 in London eine Bronzemedaille im griechisch-römischen Stil im Fliegengewicht.

## Werdegang
Reino Kangasmäki begann als Jugendlicher in seiner Heimatstadt Kokkola mit dem Ringen. Er wurde dazu Mitglied des Sportvereins Kokkolan Jymyä. Später wechselte er zum Sportclub Vasaan Tovenit. Beide Vereine gehörten dem finnischen Arbeitersportverband TUL an. Es gab damals eine enge Zusammenarbeit zwischen diesem Sportverband und dem allgemeinen finnischen Sportverband, so dass die Sportler des TUL-Verbandes auch bei den Meisterschaften der allgemeinen Sportverbände starten konnten.
Auch Reino Kangasmäki nutzte das und so kam es, dass er im Jahre 1943 bei den finnischen Meisterschaften des Sportverbandes TUL im Bantamgewicht im griechisch-römischen Stil den 3. Platz belegte und denselben Platz auch bei den Meisterschaften des allgemeinen finnischen Ringerverbandes erreichte. Das waren die ersten Medaillen, die er bei finnischen Meisterschaften gewann, er war dabei schon 27 Jahre alt. 1945 wurde er bei den finnischen Meisterschaften des Verbandes TUL im Bantamgewicht wieder dritter Sieger. 1947 wurde er im allgemeinen finnischen Ringerverband finnischer Vize-Meister im Fliegengewicht und 1948 gelang ihm im Sportverband TUL im Fliegengewicht der einzige Titelgewinn bei einer finnischen Meisterschaft. Dass er auf nationaler Ebene nicht noch größere Erfolge erzielte, lag an der außergewöhnlich starken Konkurrenz, die er in seinem Land hatte. Es seien dabei nur folgende Namen genannt: Väinö Perttunen, Kauko Kiisseli und Lennart Viitala.
1948 wurde er vom finnischen Nationalen Olympischen Komitee für die Olympischen Spiele in London nominiert. Er startete dort im griechisch-römischen Stil im Fliegengewicht. Seinen ersten Kampf gewann er über Malte Möller aus Schweden und seinen zweiten gegen Edmond Faure aus Frankreich. Danach verlor er zwei Kämpfe, und zwar gegen Pietro Lombardi aus Italien, den späteren Olympiasieger, und gegen Gyula Szilágyi aus Ungarn. Mit diesen Ergebnissen kam er auf den 3. Platz und gewann damit eine olympische Bronzemedaille. Dieser Wettkampf war die einzige internationale Meisterschaft, an der Reino Kangasmäki teilnahm.
Reino Kangasmäki starb im Jahr 2010 im Alter von 94 Jahren.

## Internationale Erfolge
| Jahr | Platz  | Wettbewerb   | Gewichtsklasse | Ergebnisse |
| 1948 | Bronze | OS in London | Fliegen        | nach Siegen über Malte Möller, Schweden und Edmond Faure, Frankreich und Niederlagen gegen Pietro Lombardi, Italien und Gyula Szilágyi, Ungarn |

## Finnische Meisterschaften
| Jahr | Platz | Verband | Gewichtsklasse | Ergebnisse                                 |
| 1943 | 3.    | Allgem. | Bantam         | hinter Kauko Kiisseli und Erkki Johansson  |
| 1943 | 3.    | TUL     | Bantam         | hinter Veikko Holmberg und Viljo Koritanta |
| 1945 | 3.    | TUL     | Bantam         | hinter Väinö Markkanen und Veikko Holmberg |
| 1947 | 2.    | Allgem. | Fliegen        | hinter Alvar Vihersalo, vor Urho Suvanto   |
| 1948 | 1.    | TUL     | Fliegen        | vor Olli Valkonen und Viljo Kotiranta      |

## Erläuterungen
- alle Wettbewerbe im griechisch-römischen Stil
- OS = Olympische Spiele
- Fliegengewicht, damals bis 52 kg, Bantamgewicht bis 56 kg Körpergewicht